# 袁艶萍
袁 艶萍（エン エンヘイ、1976年4月4日 - ）は、中華人民共和国の柔道家。遼寧省大連市出身。2008年夏季パラリンピックの柔道女子70キロ女子70kg超級にて金メダルを獲得。2012年夏季パラリンピックでも同階級にて金メダルを獲得。